# منجم بيناسكيتو
يعد منجم بيناسكيتو متعدد المعادن خامس أكبر منجم للفضة في العالم وثاني أكبر منجم في المكسيك. يقع المنجم في الركن الشمالي الشرقي من ولاية زاكاتيكاس وهو مملوكة بالكامل لشركة نيومونت جولدكورب. المنجم من نوع الحفرة المفتوحة وبدأت عملياته في مارس 2010، لكنه تمكن من إنتاج 13،952،600 أونصة من الفضة في ذلك العام. الاحتياطيات المقدرة لمنجم بيناسكيتو هي 17.82 مليون أونصة من الذهب و 1،070.1 مليون أونصة من الفضة و3،214 طن من الرصاص و 7098 مليون طن من الزنك. المنجم لديه محطة إذاعية خاصة وتدعى «راديو بيناسكو».

## جيولوجياً
تتكون صخور تلك المنطقة من رواسب رواسب تعود إلى حقبة الحياة الوسطى والتي ترسبت في حوض المكسيك (Mexico Geosyncline). تداخل على هذه الرواسب الكوارتز والفلدسبار البورفيري  والكوارتز المونزونيت السماقي  وغيرها من المواد المتطفلة الفلسبار-فيريك في أواخر الأيوسين إلى منتصف أوليجوسين ، والتي تشكل عتبات  سدود ومخزونات كما يوجد الخام الأساسي لمنجم بيناسكيتو متعدد المعادن في قطعتين من البريكاس ، تسمى بيناسكو وبريتشا أزول. يحتوي التمعدن على الذهب والفضة والرصاص والزنك كما تتوهج النوازل إلى الأعلى وتمتلئ بصخور البلد المتكسرة والتدخلات. تحتوي الصخور المحيطة بالنوازل على غالينا ، سفاليرايت ، وسلفوسالت منتشرة داخل فيلليك (سيريكيت - بيريت - كوارتز) وبروليتيك (كلوريت - إيدوت - بيريت) مظاريف تغيير حراري مائي. حيث تتقاطع النوازل مع وحدات الحجر الجيري تحدث رواسب مانتو من تمعدن الخام.